# Lamborghini Murciélago
Lamborghini Murciélago és un automòbil superesportiu dissenyat per Luc Donckerwolke i produït pel fabricant italià Lamborghini, a la seva fàbrica de Sant'Agata Bolognese. El Murciélago és un dues places disponible amb carrosseria cupè i descapotable de dues portes. Les portes d'aquest automòbil son del tipus tisora (també conegudes com a Lamborghini Style Doors o Portes Estil Lamborghini).L'any 2011, el cotxe fou substituït pel Lamborghini Aventador.
El nom de "Murciélago" procedeix del nom d'un brau indultat el 1879 de la ramaderies Miura per la seva actuació davant del torejador Rafael Molina "Lagartijo". Lamborghini ha fet servir entre altres models els noms de braus mítics com Urraco, Islero o relacionats amb l'activitat de la tauromàquia.
Aquest Model va ser elegit com automòbil de Bruce Wayne, interpretat per Christian Bale a l'última pel·lícula de Batman, The Dark Knight, el nom que porta ell mateix. Inclús abans de la seva estrena(18 de juliol de 2008), es va poder veure aquest model en el tercer tràiler oficial de la pel·lícula.

## Lamborghini Murciélago

### Descripció

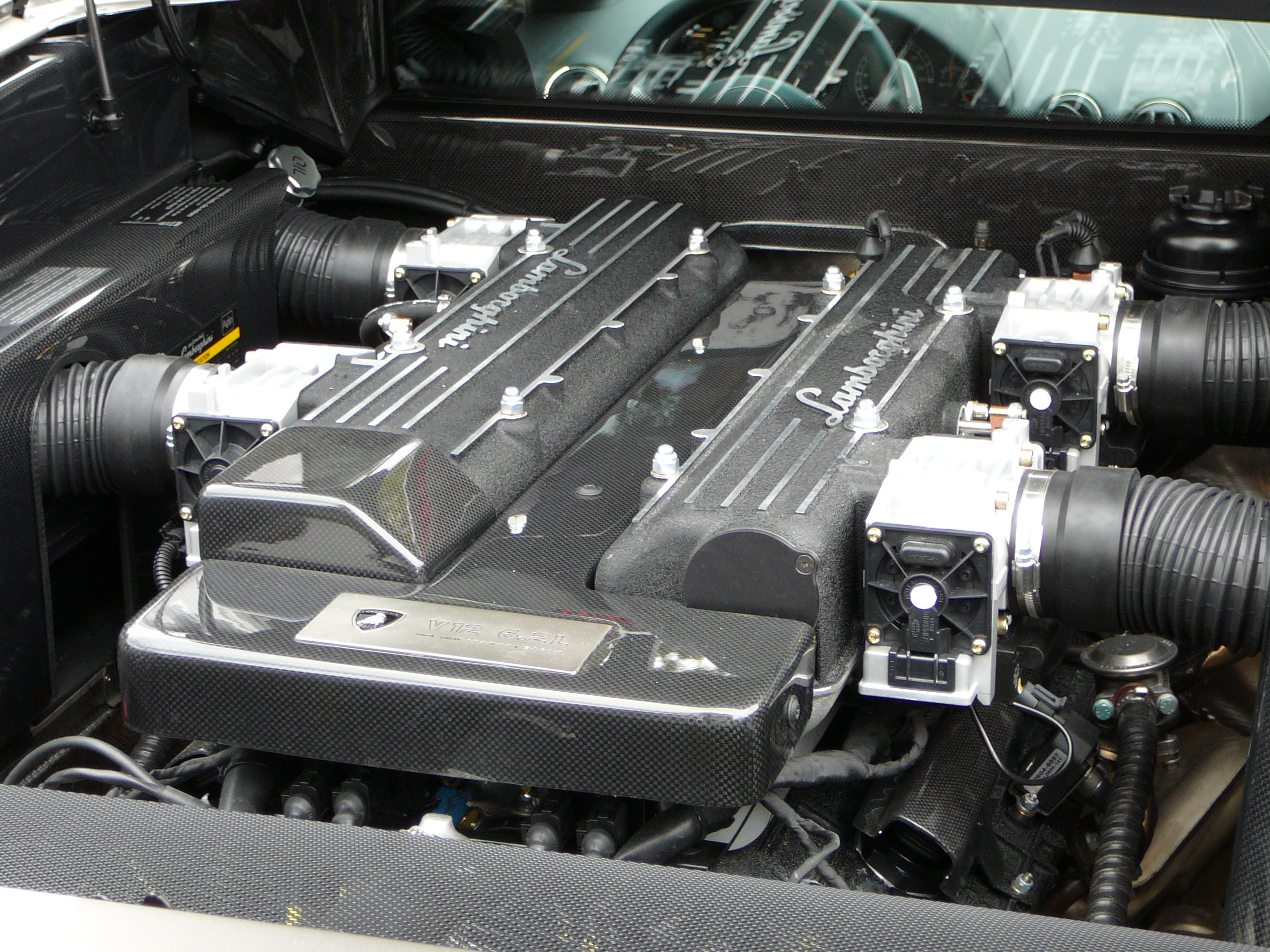
Motor V12 de un Lamborghini Murciélago.

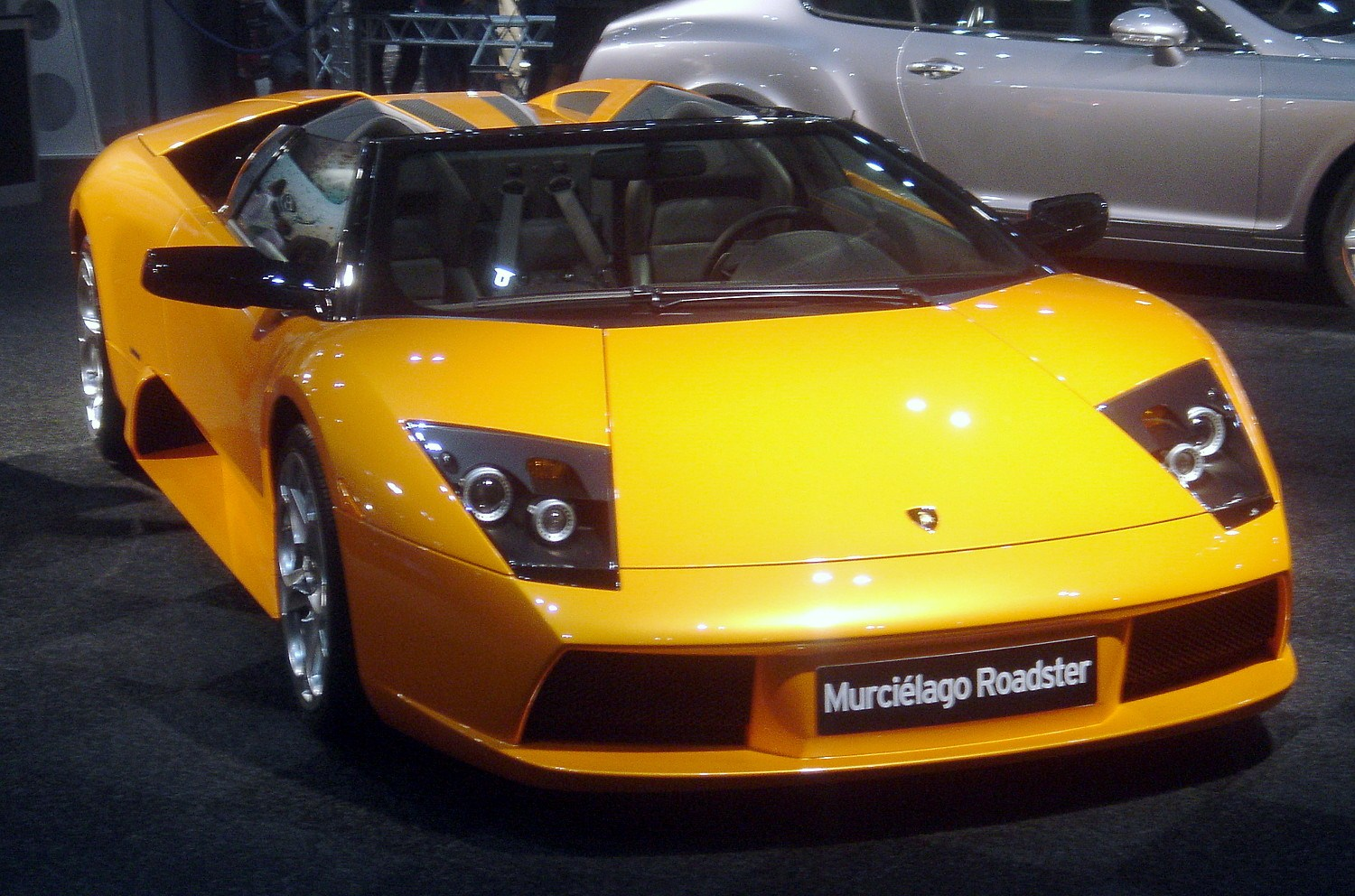
Lamborghini Murciélago Roadster (2004).

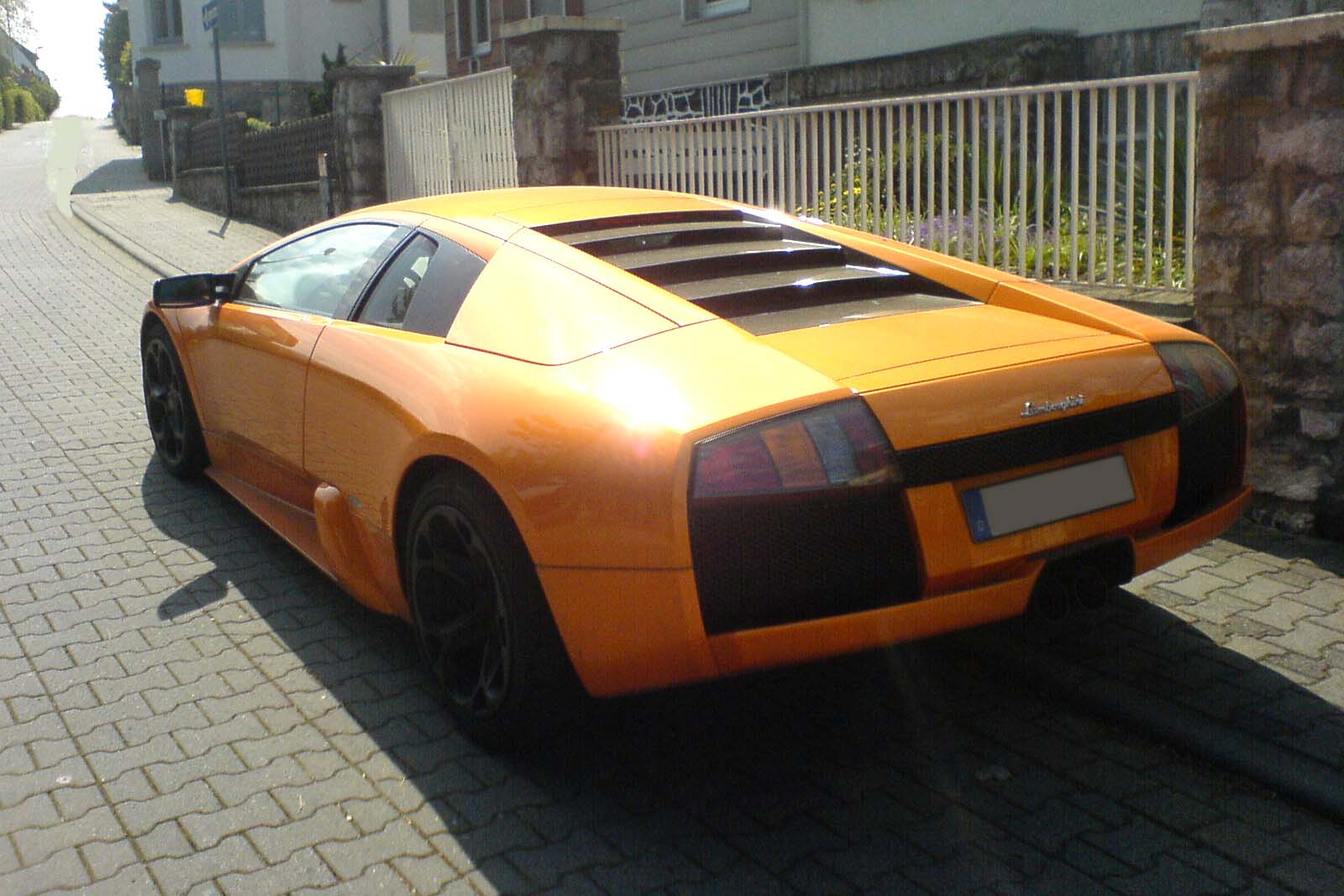
Vista del darrere de un Lamborghini Murciélago.

El motor del Murciélago és un 12 cilindres de 6.192 cc disposa V a 60 º, que arriba als 580 CV a 7500 rpm, amb un parell de 66,3 kgm a 5.400 rpm. Gràcies a això, aquest esportiu és capaç d'arribar als 333 km / h de velocitat màxima i accelerar de 0 a 100 km / h en 3,5 s. Com la marca ho fa des de fa trenta anys, el motor està situat en posició central longitudinal amb la transmissió situada al capdavant d'aquest. Aquesta disposició li atorga al vehicle una bona distribució de pes, 58% enrere i 42% davant, conferint millor tracció, adherència i frenada.
La caixa de canvis és automàtica de sis marxes (per primera vegada en un model de Lamborghini) i tracció total amb un acoblador central viscós. Compta també amb un sistema de control de tracció (TCS) que redueix la potència del motor en situacions extremes de conducció o de límit d'adherència, podent arribar a tallar la injecció.
L'estructura d'aquest automòbil consisteix en una carcassa de tubs d'acer d'alta resistència, reforçats amb planxes d'acer i fibra de carboni, gràcies a aquests materials el pes total és de 1.650 kg.
El sistema de suspensió és independent, de doble forquilla davant i darrere, amb articulacions d'acer i amortidors hidràulics (l'eix posterior compta amb dos molls i dos amortidors per roda), la duresa s'ajusta de forma automàtica (ja sigui manualment o per mitjà de l'electrònica).
El Murciélago té un sistema de refrigeració del motor anomenat VACS (Variable Air-flow Cooling System), que consisteix en dues preses d'aire laterals amb forma d'aletes, situades a la part posterior de les finestres. Aquestes són regulables manual o automàticament, controlades per una unitat electrònica PMC (que controla a més altres funcions del vehicle). Les aletes passen desapercebudes si no estan desplegades.
L'aleró del Murciélago és variable, i pot canviar de forma automàtica en tres diferents posicions:
- Tancat: quan el vehicle circula a menys de 130 km / h
- A 50 º: quan circula entre 130 i 220 km / h
- A 70 º: quan circula a més de 220 km / h

En conjunt, el grau d'obertura de les aletes laterals i l'aleró posterior fan que el coeficient de penetració aerodinàmic oscil·la entre els 0,33 Cx i els 0,36 Cx.
Pel que fa als frens, el Murciélago compta amb quatre discos perforats i dos circuits hidràulics independents, als quals se sumen el sistema ABS amb repartidor de frenada electrònic DRP (Dynamic Rear Proportioning) i un servofrè d'emergència.

### Disseny
A l'exterior, la carrosseria del Murciélago està construïda totalment en fibra de carboni, amb excepció de les portes i el sostre, que estan construïts en acer. En el seu disseny destaquen les dues preses d'aire davanteres la funció és refrigerar els radiadors del vehicle i la doble sortida d'escapament al centre de la part posterior. També es reconeixen el ja esmentat aleró variable i les clàssiques portes de tisora, presents en diversos models de Lamborghini des del Countach.
Interiorment, el Murciélago és espaiós. S'ha augmentat en 5 graus l'angle d'obertura vertical de les portes i s'ha baixat en 25 mm el llindar d'entrada respecte del Diable, encara que l'interior és més senzill que el del Diablo.
Els seients tenen unes aletes per a la subjecció lateral encara que no tenen regulació d'alçada. No obstant això, no impedeix que es pugui aconseguir una bona posició de maneig. Els seients estan entapissats en cuir, igual que el volant de tres braços.
La palanca de canvis i la selectora són d'acer, com és tradició en Lamborghini, al costat d'ells es troben els botons de l'alçavidres, el de les llums d'emergència i el de la tapa del tanc de combustible.
El conductor i l'acompanyant compten amb coixins de seguretat de 60 i 130 L respectivament. Quant a l'equipament addicional, se li pot afegir ràdio estèreo amb carregador de CD, un sistema de navegació per satèl·lit, ordinador de bord i climatització automàtic.

### Més detalls sobre l'equipament del Murciélago

#### Seguretat
- Airbags frontals
- Sistema antibloqueig de frens (ABS)
- Control de creuer (opcional)
- Control de tracció (ESP)
- Control d'estabilitat de frenada

#### Interior
- Xassís ultraesportiu de fibra de carboni optimitzada
- Seients esportius amb aletes
- Ràdio FM i AM
- Tancament centralitzat electrònic
- Climatitzador bizona
- Tacòmetre
- Alçavidres elèctrics davanters
- Interior de pell
- Llum de lectura davantera
- Ordinador de bord
- Palanca de canvi en acer
- Retrovisor interior elèctric
- Entapissat de vores en cuir
- Termòmetre del motor
- Termòmetre exterior
- Volant esportiu en cuir
- Color interior en pell

#### Entreteniment
- Antena de ràdio integrada
- Carregador de CD
- Radiocasset
- Sistema de navegació (opcional)

#### Llantes
- Llandes d'aliatge de 18 polzades
- Logotip de Lamborghini a color en les llantes (opcional)

## Lamborghini Murciélago LP640

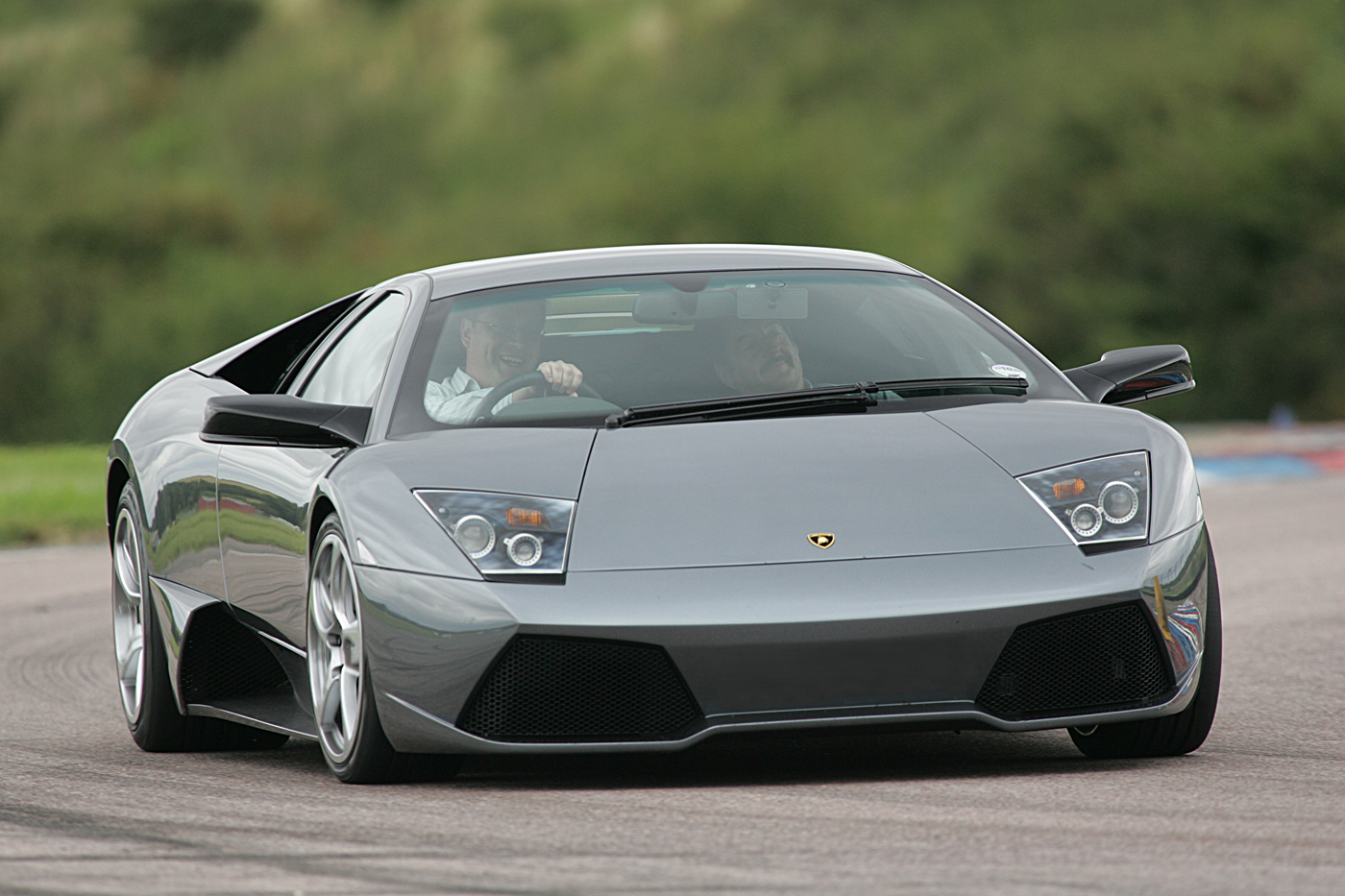
Lamborghini Murciélago LP640 (2006).

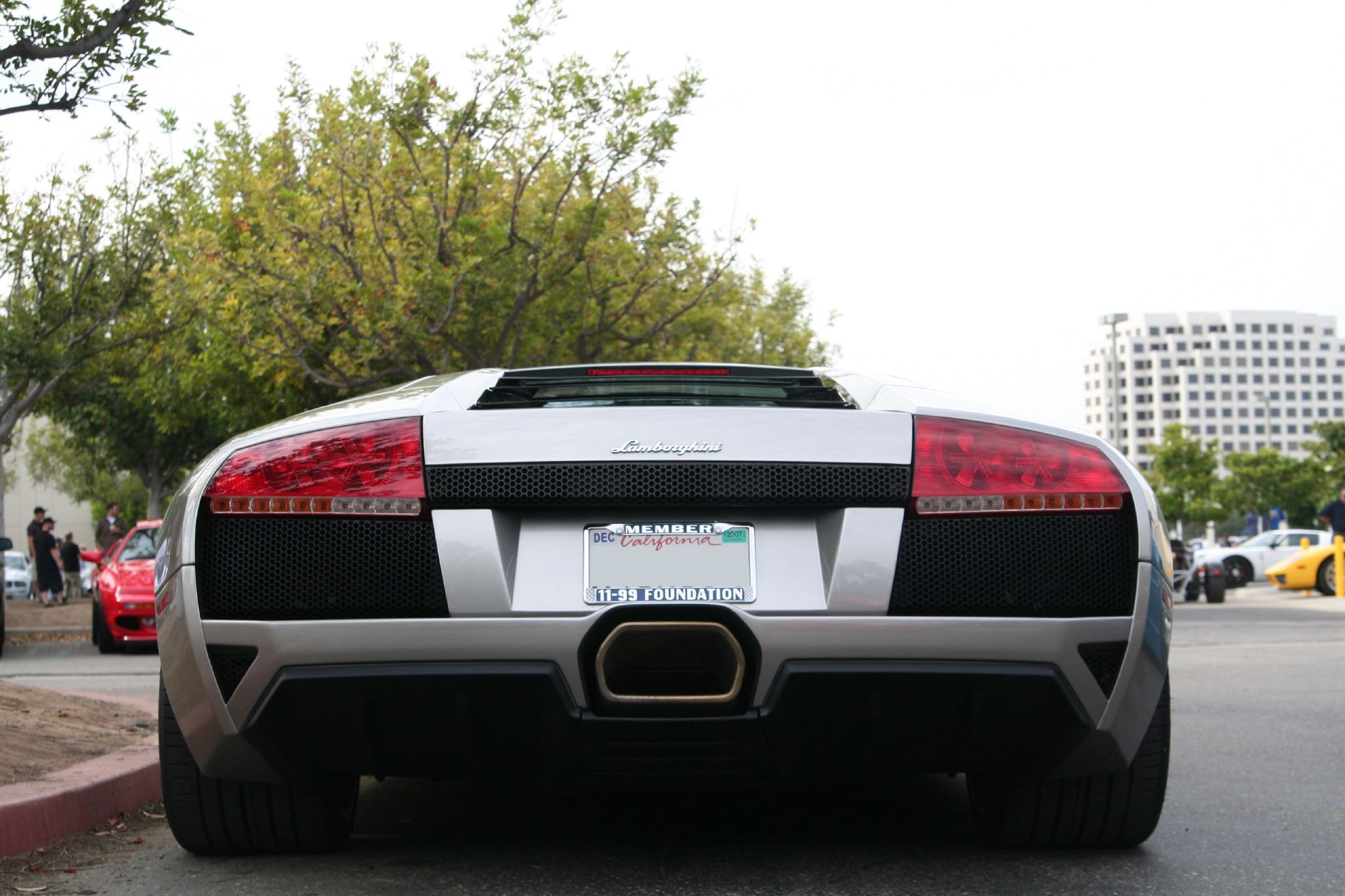
Vista del darrere del Murciélago LP640.

La versió Murciélago LP640 es va presentar per primera vegada en el Saló de l'Automòbil de Ginebra el març de 2006, com un avançament de la versió cupè. És una versió renovada del Murciélago, equipada amb un motor de 6,5 L que produeix 640 CV millorant substancialment el rendiment. Igual que en el Murciélago, el motor està muntat en la part posterior, amb la transmissió a la part davantera del motor i el diferencial darrere d'ella, en lloc d'un transeix normalment vist en cotxes amb motor central. També té uns pocs canvis exteriors, primordialment per baixar les preses d'aire.
Els para-xocs davanters i posteriors han estat reformats per canalitzar l'aire d'una manera més eficient, i la nova forma de la fuita té a la part posterior un difusor aerodinàmic més eficient. La presa d'aire de l'esquerra ha estat allargada per acomodar l'alimentador de la refrigeració. La carrosseria de l'automòbil està feta d'acer i fibra de carboni, mentre que en els baixos té afegida una suspensió revisada per tenir un millor rendiment. També té un sistema de tracció a les quatre rodes que normalment distribueix el 70% del parell motor a les rodes del darrere, però es pot assignar el 100% a qualsevol dels extrems en funció de la superfície del la ruta. També té llantes d'aliatge Hermerico de 18 polzades (460 mm) proveïdes d'enormes pneumàtics 335/30 en la part posterior. El LP640 conserva l'obertura original de portes de tisora. El preu del LP640 versió cupè és de voltant de $ 200.000 dòlars nord-americans.
Dins el LP640, els seients s'han modificat per donar cabuda a una major altura, mentre que un quadre d'instruments millorat inclou un millor sistema estèreo.L'equipament opcional del LP640 inclou frens ceràmics, pedals cromats i una coberta de vidre sobre el motor que mostra el motor de 6,5 L V12 del LP640.
Una edició especial de la Murciélago LP640 va ser presentada al Saló de l'Automòbil de París. L'edició Versace ofereix un exterior blanc personalitzat i també un interior blanc. També van ser presentats per la fàbrica un LP640 Versace de tipus negre i un LP640 Versace Roadster. La versió Roadster del Lamborghini Murciélago LP640 es va mostrar en el Saló de l'Automòbil de Los Angeles el 2006.

## Lamborghini Murciélago LP670-4 SuperVeloce

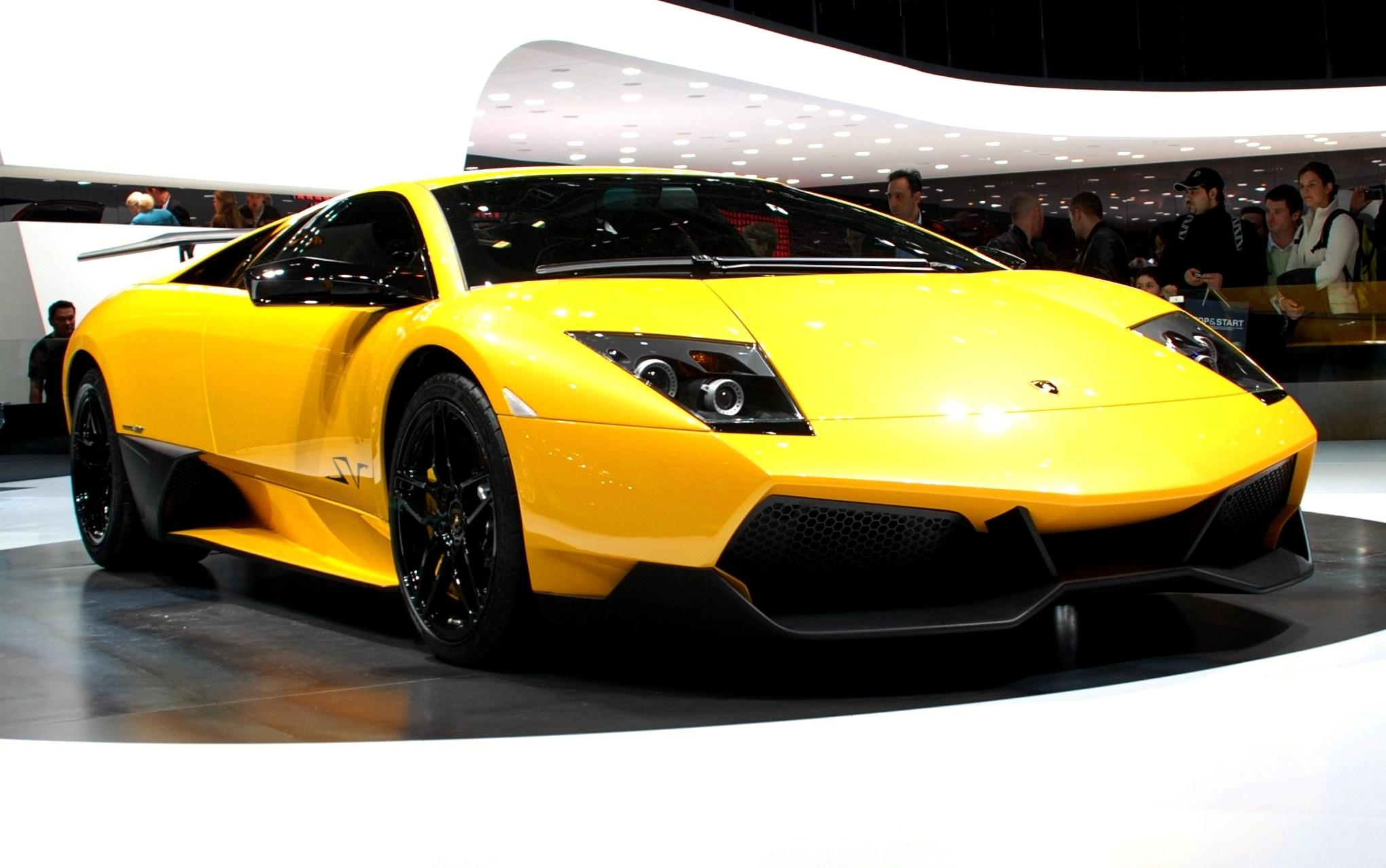
Lamborghini Murciélago LP670-4 SV (2009).

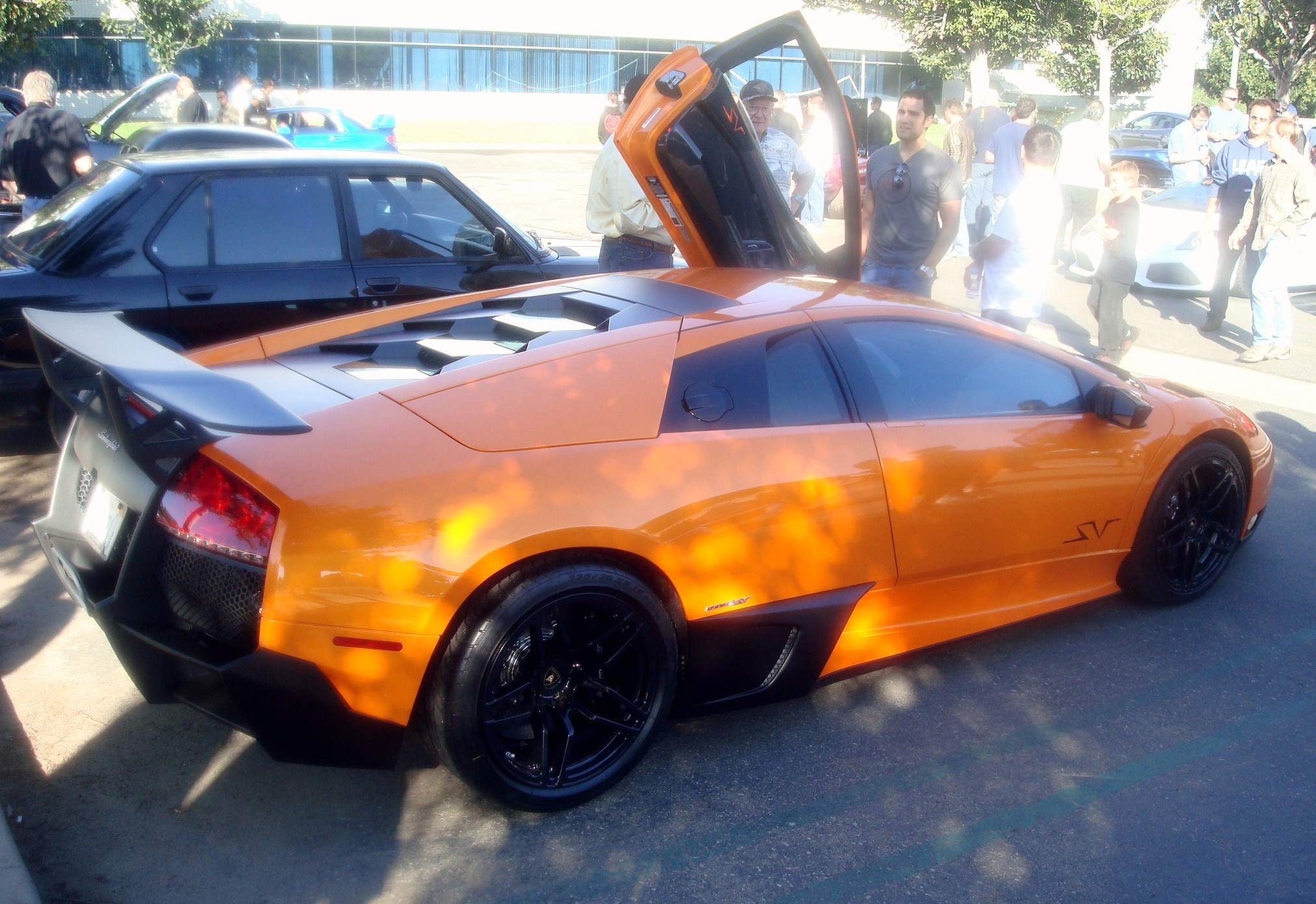
Vista posterior de un LP670-4 SV.

Lamborghini va donar a conèixer una nova versió del Murciélago, el LP670-4 SuperVeloce, va ser Presentat al Saló de l'Automòbil de Ginebra de 2009 i va sortir a la venda el 2010. És el tercer superesportiu de Lamborghini de la factoria SV, és a dir, després del Diable SV i el Miura P400 SV. Estèticament és molt similar al Murciélago LP640, encara que amb certs elements aerodinàmics i preses d'aire redissenyades. El frontal és una mica més allargat i en la zona posterior canvien lleugerament el difusor (de fibra de carboni) i la sortida d'escapament central. Els pilots tenen el mateix disseny que els del Murciélago LP640, el Reventón i el Gallardo LP 560-4.
El Murciélago LP 670-4 SuperVeloce accelera de 0 a 100 km / h en 3,2 s, per la qual cosa és una mica més ràpid que el LP 640 (3,4 s). La velocitat màxima varia entre 337 i 342 km / h, en funció de si l'aleró posterior és més gran o més petit (el comprador pot escollir entre ambdós). El bloc del motor que munta segueix sent el 6.5 V12 del LP640, encara que ha estat millorat per aconseguir 670 CV de potència, millorant també l'eficiència i el pes de la transmissió. Juntament amb la nova instal·lació, i amb un més lleuger sistema d'escapament. El LP670-4 SV ve de sèrie amb pinça de sis pistons opcional del LP640 és de 15 polzades frens de disc ceràmics de carboni, reduint les rodes de 18 polzades. La producció de la Rata serà limitat a 350 cotxes, amb un preu de $ 450.000.

### Lamborghini Murciélago LP 670-4 SuperVeloce China Limited Edition
L'abril de 2010, Lamborghini va llançar una versió del LP 670-4 SuperVeloce anomenat Xina Limited Edition. El cotxe es distingeix per les marques especials exteriors. El creixent mercat de cotxes exclusius per a la Xina continua creixent a un ritme impressionant. I les marques ho sap bé, prova d'això és el nou Lamborghini Murciélago LP 670-4 SuperVeloce Xina Limited Edition, del qual només es fabricaran 10 unitats, i que realment, sobre el SuperVeloce original amb prou feines afegeix res més que alguna cosa d'estètica i una placa identificativa.